# エインズリー・コックス
エインズリー・コックス（Ainslee Cox, 1936年6月22日 - 1988年9月5日）は、アメリカ出身の指揮者。

## 来歴
テキサス州ビッグスプリングスの生まれ。プリンストンのウェストミンスター・クワイヤー・カレッジを経て、1959年にテキサス大学オースティン校で作曲を専攻し。1960年に修士号を得た後は、南西テキサス州立大学で1962年まで教鞭をとった。1962年からニューヨークに移住し、レオポルド・ストコフスキーに弟子入りしてアメリカ交響楽団の補助指揮者となった。1968年にゴールドマン・バンドの客演指揮者となり、翌年には副指揮者、1970年には共同指揮者、1980年には音楽監督に昇格してなくなるまでその任に当たった。一方で、1968年から1972年までアメリカ交響楽団の副指揮者を務め、1973年から1975年までニューヨーク・フィルハーモニックの補助指揮者に転任している。1974年から1978年までオクラホマ交響楽団の音楽監督を務め、1975年から1978年までオクラホマ芸術人文科学評議会の諮問委員を兼務した。また、1980年からは1982年までニューヨーク室内オペラの指揮者を務めていた。さらに1970年代からアメリカとヨーロッパを往復してレコーディング・アーティストとしても活動していた。
マンハッタンのセント・ルークス・ルーズベルト・ホスピタル・センターにてホジキンリンパ腫の合併症により死去。